# Root, Toot Undisputable Rock 'n Roller
Singles de Tina Turner
Viva La Money
(1978) Sometimes When We Touch
(1979)
Pistes de Rough
Earthquake & Hurricane
(6) Fire Down Below
(8)
Root, Toot Undisputable Rock'n Roller est une chanson de Tina Turner, issue de son troisième album studio Rough. Elle sort en 1978 en tant que deuxième single de l'album.